# City of Perth
City of Perth är en region i Australien. Den ligger i delstaten Western Australia, nära delstatshuvudstaden Perth. Antalet invånare är 20 285.
Följande samhällen finns i City of Perth:
- Perth
- East Perth
- West Perth

Runt City of Perth är det i huvudsak tätbebyggt. Runt City of Perth är det tätbefolkat, med 982 invånare per kvadratkilometer. Genomsnittlig årsnederbörd är 820 millimeter. Den regnigaste månaden är juli, med i genomsnitt 142 mm nederbörd, och den torraste är januari, med 11 mm nederbörd.